# Ібрагім аль-Муттакі
Ібрагім аль-Муттакі (*908—968) — 21-й володар Багдадського халіфату в 940—944 роках. Тронне ім'я перекладається з арабської мови як «Той, хто боїться Бога» (інший варіант «Той, хто покладається на Бога»). Повне ім'я — Абу Ісхак Ібрагім ібн Джафараль-Муктадір аль-Муттакі Лілах.

## Життєпис
Походив з династії Аббасидів. Старший син халіфа аль-Муктадіра. Народився у 908 році в Багдаді, отримавши ім'я Ібрагім. Про його молоді роки відомо замало. У 940 році після смерті брата ар-Раді впливовий сановник Байкам, що обіймав посаду аміра аль-умара (головнокомандувача), на зборах знаті обрав спадкоємцем трону Ібрагіма, який прийняв ім'я аль-Муттакі.
З самого початку халіф опинився між ворогуючими групами знаті, майже не впливаючи на керування державою. Невдовзі Байкама вбили курди. За намовою впливового військовика Мухаммада ібн Ра'іка аль-Муттакі втік до Мосулу під захист династії Хамданідів. Звідси державою керували Наср аль-Хасан Хамданід та ібн Ра'ік.
У 942 році ібн Ра'іка вбили Хамданіди, які захопили важливе місто Алеппо та всю Північну Сирію. Після цього аль-Муттакі разом з військом Хамданідів прибув до Багдада. Втім, незабаром Наср аль-Хасан Хамданід внаслідок інтриг халіфа залишив Багдад. Новим амір аль-умаром аль-Мутаккі призначив тюркського військовика Тузуна, який допоміг позбавивтися Хамданідів.
У 943 році під час відсутності Тузуна в Багдаді втік до Хамданідів, сподіваючись за допомогою них спекатися Тузуна. Але зрештою залишив Хамданідів, перебрався до Раккі. Спочатку вів перемовини з Іхшидами, які пропонували сховатися в Єгипті. Проте халіф не пристав на цю пропозицію. Він розпочав перемовини з Тузуном, який обіцяв халіфові безпеку. Втім у 944 році по прибуттю до Багдада того було повалено й осліплено. Аль-Муттакі відправлено до в'язниці. Новим халіфом поставлено стриєчного брата Абдуллаха.
Тривалий час перебував у в'язниці. Колишній володар помер у 968 році за невідомих обставин.

## Родина
- Абу аль-Аббас (947—1031), 25-й халіф у 991—1031 роках